# Lomtjärnet (Bogens socken, Värmland)
Lomtjärnet är en sjö i Arvika kommun i Värmland och ingår i Göta älvs huvudavrinningsområde.